# Церінг Дендуп
Церінг Дендуп (нар. 4 квітня 1996, Бутан) — бутанський футболіст, воротар клубу «Друк Стар» та національної збірної Бутану.

## Клубна кар'єра
Футбольну кар'єру розпочав 2012 року в клубі «Єедзін». З 2013 року захищає кольори «Друк Стар».

## Кар'єра в збірній
Дебютував у футболці національної збірної Бутану 8 грудня 2009 року в програному (0:7) поєдинку кубку Південної Азії 2019 проти Пакистану. У 2015 році зі грав у програних поєдинках кваліфікації чемпіонату світу 2019 проти Катару (0:3) та кубку Південної Азії проти Бангладеш (0:3).

## Досягнення
«Єедзін»
- Ліга Тхімпху
  -  Чемпіон (1): 2012/13

«Друк Юнайтед»
- Ліга Тхімпху
  -  Чемпіон (1): 2014